# Șirvani Muradov
Șirvani Muradov (n. 20 iunie 1985, Chapayevo⁠(d), RSFS Rusă, URSS) este un luptător ce a reprezentat Rusia, medaliat olimpic. A participat la o ediție a Jocurilor Olimpice (2008) în care a câștigat o medalie de aur.

## Participări
Lista de mai jos prezintă principalele competiții la care a participat Șirvani Muradov de-a lungul carierei.
- wrestling at the 2008 Summer Olympics – men's freestyle 96 kg[*]